# Standard (Hagen)
Standard is een Duits historisch merk van motorfietsen.
De bedrijfsnaam was: Motorradwerk B.G. Feder, Hagen (Westfalen.
Standard was een van de vele merken die ontstonden tijdens de Duitse "motorboom" aan het begin van de jaren twintig en die maar een korte levensduur hadden. Men produceerde vanaf 1922 lichte motorfietsen met 132- en 148cc-kamzuigertweetakten, maar de productie eindigde al in 1924.
- Voor andere merken met de naam Standard zie Standard (Ludwigsburg) en Standard (Zweden).